# Sibenik
Sibenik falu Horvátországban Belovár-Bilogora megyében. Közigazgatásilag Nagygordonyához tartozik.

## Fekvése
Belovár központjától légvonalban 28, közúton 42 km-re délkeletre, községközpontjától légvonalban 12, közúton 17 km-re északkeletre a Bilo-hegység egyik déli völgyében fekszik.

## Története
Területe a 17. század közepétől népesült be, amikor a török által elpusztított, kihalt területre folyamatosan telepítették be a keresztény lakosságot. 1774-ben az első katonai felmérés térképén „Dorf Sibnik” néven találjuk. A település katonai közigazgatás idején a szentgyörgyvári ezredhez tartozott. 
Lipszky János 1808-ban Budán kiadott repertóriumában „Szibenik” néven szerepel. Nagy Lajos 1829-ben kiadott művében „Szibenik” néven 30 házzal, 8 katolikus és 175 ortodox vallású lakossal találjuk.
A katonai közigazgatás megszüntetése után Magyar Királyságon belül Horvát–Szlavónország részeként, Belovár-Kőrös vármegye Grubisno Poljei járásának része volt. 1857-ben 186, 1910-ben 417 lakosa volt. 1910-ben a népszámlálás adatai szerint lakosságának 75%-a szerb, 22%-a magyar, 3%-a horvát anyanyelvű volt. 1918-ban az új szerb-horvát-szlovén állam, majd később Jugoszlávia része lett.
1941 és 1945 között a németbarát Független Horvát Államhoz, majd a háború után a szocialista Jugoszláviához tartozott. 1991-től a független Horvátország része. 1991-ben lakosságának 75%-a szerb, 13%-a horvát nemzetiségű volt. A délszláv háború kirobbanása után szerb szabadcsapatok ellenőrizték. 1991. november 1-jén az Otkos 10 hadművelet második napján foglalta vissza a horvát hadsereg. A szerb lakosság elmenekült. 2011-ben 19 lakosa volt, akik főként mezőgazdasággal foglalkoztak.

## Lakossága
| Lakosság változása | Lakosság változása | Lakosság változása | Lakosság változása | Lakosság változása | Lakosság változása | Lakosság változása | Lakosság változása | Lakosság változása | Lakosság változása | Lakosság változása | Lakosság változása | Lakosság változása | Lakosság változása | Lakosság változása | Lakosság változása |
| ------------------ | ------------------ | ------------------ | ------------------ | ------------------ | ------------------ | ------------------ | ------------------ | ------------------ | ------------------ | ------------------ | ------------------ | ------------------ | ------------------ | ------------------ | ------------------ |
| 1857               | 1869               | 1880               | 1890               | 1900               | 1910               | 1921               | 1931               | 1948               | 1953               | 1961               | 1971               | 1981               | 1991               | 2001               | 2011               |
| 186                | 226                | 205                | 305                | 399                | 417                | 434                | 463                | 205                | 230                | 236                | 180                | 131                | 124                | 38                 | 19                 |

## Nevezetességei
Szent Péter és Pál apostolok tiszteletére szentelt pravoszláv temploma 1934-ben épült. A délszláv háború során súlyosan megrongálódott.